# Leonardo dos Santos Lima
Leonardo dos Santos Lima (nacido el 24 de febrero de 1991) es un futbolista brasileño que se desempeña como delantero.
Jugó para clubes como el SC Sagamihara, FC Maruyasu Okazaki y Tochigi Uva FC.

## Trayectoria

### Clubes
| Club                | País  | Año         |
| ------------------- | ----- | ----------- |
| SC Sagamihara       | Japón | 2015        |
| FC Maruyasu Okazaki | Japón | 2015 - 2017 |
| Tochigi Uva FC      | Japón | 2018 -      |